# 保利娜·弗拉斯卡
保利娜·弗拉斯卡（英語：Pauline Frasca，1980年7月1日—），澳大利亚女子赛艇运动员。她曾代表澳大利亚参加世界赛艇锦标赛，获得二枚金牌和二枚银牌。她也曾参加2008年和2012年夏季奥运会。